# Jupânești
Jupânesti là một xã thuộc hạt Gorj, România. Dân số thời điểm năm 2002 là 2423 người.